# Alegeri legislative în Egipt, 2005
Format:Informații despre alegeri
Alegerile parlamentare egiptene din 2005 au fost programate în trei etape pentru a stabili membrii Casei Inferioare. Alegerile au format Adunarea a opta de la adoptarea Constituției din 1971. Peste 7.000 de candidați au concurat în 222 circumscripții pentru cele 444 de locuri din Adunare. Alegerile au fost privite ca un alt test pentru actualul val de reforme politice, care apar la doar 2 luni după prima multi-candidatura a alegerilor prezidențiale. Deși Partidul Național Democrat (PND)care se afla la guvernare și-a menținut majoritatea și controlul Adunării, câștiguri mari au fost făcute de alții în detrimentul PND. O importanța suplimentară se atașează la aceste alegeri deoarece un partid trebuie să atingă 5% din locurile în Adunare pentru a putea avea un candidat la următoarele alegeri prezidențiale egiptene care au loc în 2011.

## Procesul electoral
Format:Politica în Egipt
Procesului electoral s-a desfășurat în trei etape de pe 7 noiembrie până pe 9 decembrie 2005 folosind pluralitatea unui singur membru, cu peste 32 de milioane de alegători înregistrați în 222 circumscripții. Candidaturile oficiale au inceput sa fie depuse de pe 12 octombrie 2005.
Rolul poliției se limitează la menținerea păcii și ordinii în secțiile de votare fără o intervenție în procesul de votare sau la intrarea în stațiile de votare.

### Primul
Desfășurandu-se miercuri 9 noiembrie, cu alegerile principale de marți, 15 noiembrie, cu 10.7 milioane de alegători înregistrați care acoperă 8 guvernorate egiptene: Cairo, Giza, Al-Minufiyah, [[Bani Suwayf] ], Asyut, Al-Minya, Matruh și Al-Wadi al-Jadid

### Al doilea
Desfășurandu-se duminică, 20 noiembrie, cu alegerile principale de sâmbătă 26 noiembrie cu 10,5 milioane de alegători înregistrați acoperind 9 guvernorate egiptene: Alexandria, Al-Buhayrah, Al-Isma'iliyah, Bur Sa'id, ca-Suways, [[]] Al-Qalyubiyah, Al-Gharbiyah, Al-Fayyum și Qina.

### Al treilea
Desfășurându-se joi 1 decembrie, cu alegerile principale de miercuri, 7 decembrie, cu 10.6 milioane de alegători înregistrați acoperind 9 guvernorate egiptene: ad-DaqahliyahGuvernoratul Ash Sharqiyah | Ash Sharqiyah]], Kafr ash Shaykh , Dimiat, Suhaj, Aswan, Al-Bahr al-Ahmar, South Sinai și [ [Shamal Sina '| Sinai de Nord.]]
Rezultatele sunt anunțate pe bază de circumscripție în urma numărării voturilor.

## Scaunele pre-electorale
Numărul actual de locuri în Adunare este de 454, alegeri legislative din 2000 a dus la actuala distribuție din cadrul Adunării a șaptea:
- Partidul Național Democratic (PND) - 417
- Noul Partid Wafd - 6
- Partidul Progresist Național Unionist - 5
- Partidul Democrat Arab Naserist - 1
- Partidul Liberal - 1
- Independenți - 14
- Membrii nealeși - 10

Ar trebui remarcat că inițial PND a obținut doar 40% din locuri, dar mulți independenți și-au schimbat afilierea lor politică revenind la PND și oferindu-i acestuia majoritatea 

## Campaniile electorale
Oficial, perioada campaniei electorale începe imediat după anunțarea listei finale a candidaților și se termină cu o zi înainte de [ziua alegerilor []]. În caz de alegeri secundare , acestea repornesc în ziua următoare datei rezultatelor pentru a termina o zi înainte de ziua alegerilor. Cheltuielile de campanie sunt limitate la nu mai mult de 70.000 de Lire egiptene, cu restricții de orice asistență financiară externă sau alte mențiuni. Restricțiile sunt, de asemenea, puse pe utilizarea utilităților publice (transport, clădiri, companii din sectorul public, precum și societățile cu acțiuni de stat).

## Partide și Grupuri de Opoziție
Au fost recunoscute 8 partide politice care acoperă un spectru politic mai larg și diverse grupuri de presiune, cum ar fi Mișcarea Kifaya și Frăția musulmană

## Monitorizare
Monitorii oficiali al alegerilor sunt judiciari  și guvernamentali Consiliul National pentru Drepturile Omului (NCHR). Peste 30 de organizații pentru drepturile omului, grupuri ale societății civile și ONG s-au angajat să monitorizeze alegerile.
Justiția a solicitat ca organizațiile societății civile să formeze o "Autoritate Națională pentru monitorizarea alegerilor", care va monitoriza alegerile. De asemenea, această autoritate va înlocui urna de vot din lemn urna de vot cu cele transparente (acest lucru a fost făcut în acest an),se vor pune [camere de supraveghere []] în interiorul secțiilor de votare care să ofere monitorizarea constantă a procesului electoral (în prezent în studiu și se face parțial, de către mass-media), precum și numărătoarea voturilor în direct la televiziunea de stat.

## Probleme
Principala preocupare în timpul alegerilor nu a fost pe anumite programe sau campanii electorale, ci mai degrabă pe cât de mult vor câștiga opozițiile care insista pentru reformă mai mult în viitor și să deschidă calea pentru echilibrul de putere în politica egipteană. Relevanța alegerilor din acest an alegeri prezidențiale acordă o importanță și mai mare în arena politică egipteană. Alte probleme includ potențialele modificări promise constitutiei, precum și introducerea de legi pentru reformele politice și economice.

## Rezultatele alegerilor

### Primul
Din cele de 164 de locuri, PND a câștigat 112 de locuri (în jur de 75%), partidele politice laice un total de 5 locuri și independenții un total de 47 de locuri. Din cele 47 locuri câștigătoare a independenților, 34 locuri sunt ale candidațilorFrației musulmane, care este considerată a fi o surpriză majoră în aceste alegeri. Prin aceasta, Frăția și-a dublat prezența sa în Adunare numai în prima etapă. Ca și în alegerile precedente, mulți independenți și-au schimbat afilierea politică după ce rezultatele au fost anunțate și au aderat la PND. Conform datelor oficiale, 2 300 000 de alegători înregistrați cu voturile lor, rezultând o prezența la vot de aproximativ 23%.
Alegerile secundare au avut loc în 74 de circumscripții de peste 133 de locuri, cu un număr de alegători înregistrați care ajunge la 9990550 de alegători înregistrați, cu o rată de participare de aproximativ 23%. Rezultatele alegerilor secundare a dus la câștigarea de 85 locuri a canditaților [[Partidului Național Democrat (Egipt) | PND] ], 2 candidați al [[Partidului Noua Wafd] ], 2 candidați ai Partidului Progresist Național Unionist, un candidat al Partidului de Maine și 43 candidați independenți.
Această etapă a avut următorul rezultat în urma distribuirii celor 164 locuri:
- PND — 112 locuri
- Noul Partid Wafd — 2 locuri
- Partidul Progresist Național Unionist — 2 locuri
- Partidul de Mâine — 1 loc
- Independenți — 47 locuri
  - (Frății Musulmane — 34 locuri din acestea)

Politicienii cu rezonanță care au pierdut în alegeri sunt Ayman Nour, Partidul de Mâine conducător și candidat la președinție în alegerile prezidențiale egiptene din luna septembrie anul 2005, întrucât a fost arestat pentru corupție, de asemenea,reformatorul de seamă al PND Hossam ElBadrawy, Amin Mubarak și îndelungatul servitor Fayda Kamel, și cea mai proeminentă nouă figură a Noului Wafd Monir Fakhri Abdel Nour.
Oficial există 158 raportate de încălcări a legii electorale. Cu toate acestea, alte surse nu și-au emis încă rapoartele cu privire la numărul efectiv de încălcări. Nu au fost incidente de violență și corupție, dar ONG-urile nu au emis încă declarații oficiale.

### Al doilea
După prima rundă a alegerilor de duminică, 20 noiembrie, doar 23 de locuri au fost determinate în mod concludent, iar restul au mers în al doilea tur de scrutin. Acesta a avut loc sambata 26 noiembrie, când 242 candidați au concurat pentru 121 de locuri în 68 de circumscripții, dintre care 53 au fost circumscripții cu două locuri și 15 locuri unice.
Turul doi al alegerilor a fost intens, competitiv și violent, cu un demonstrator unic și un susținător PND mort. Mai mult de 800 de musulmani membrii ai Frației au fost arestați atunci când poliția a încercat stoparea violențelor care au izbucnit între susținătorii diferiților candidați. Unii au raportat violență din partea poliției care a ajuns judiciară acolo unde aceștia monitorizau votarea. Unele dintre grupurile și partidele politice au cerut chiar Armatei egiptene să meargă pe străzi pentru a proteja alegerile.
Rezultatele finale au fost anunțate luni, 28 noiembrie. PND a câștigat un total de 90 de locuri (după ce unii dintre candidații s-au alăturat partidului în urma victoriei lor), 46 candidați Independenți (din care 42 sunt afiliați cu Frația musulmană, ridicând numărul grupului de scaune la un total de 76 de locuri) si 2 locuri pentru Noul Partid Wafd .
De asemenea, alegerile au avut multe victorii surpriză și pierderi.
Fondatorul Khalid Muhi ad Din al Partidul Tagamu a pierdut scaunul său. Khalid a fost mult timp parlamentar și un ex-candidat la alegerile prezidențiale din 2005, înainte ca partidul să boicoteze alegerile. De asemenea,alte două personalități de frunte de partid, ElBadry Farghaly și Abo ElEzz ElHarirri au pierdut locurile lor. Partidul nu și-a asigurat nici un loc, în acest stadiu.
Fostul ministru adjunct al Agriculturii și fostul președinte PND, Yousef Wali, a pierdut, de asemenea, scaunul său.
Candidat al PND, mult timp servind Camera și lider al Uniunii Muncii Egiptene , Sayed Rashed. Rashed este cunoscut pentru sprijinul său acordat liderul PND-lui, Hosni Mubarak.
Fostul portar egiptean fotbal și comentator sportiv, Ahmed Shobeer a câștigat în calitate de candidat al PND alegerile , de asemenea.

### Al treilea
Etapa finală a alegerilor a avut loc joi, 1 decembrie, peste 136 de locuri în 68 de circumscripții; 9 locuri s-au decis: cu 8 locuri pentru PND și 1 loc pentru Noul Partid Wafd. PND a realizat peste jumătate din locuri în ciuda rezultatelor sale rele, și speculațiile încă prezic că PND va menține cel puțin 70% din locurile din parlament pe care le-au ratat îndeaproape.
Turul doi al alegerilor a avut loc miercuri, 7 decembrie pentru restul de 127 de locuri. Unsprezece locuri au mers la Frația Musulmană, PND a avut 111 locuri lăsând cinci locuri încă în aer.
Rezultatele din unele circumscripții trebuie încă să fie anunțate și 12 de locuri vor fi contestate în continuarea alergerilor.
Violența în timpul acestui stadiu al alegerilor, a cauzat multe leziuni și decese a 9 dintre suporterii opoziției,după unele surse independente.
Organizația egipteană pentru Drepturile Omului a declarat că moartea a venit in timpul "ciocnirilor cu forțele de securitate care au încercuit secțiile de votare pentru a proteja alegătorii la vot".

### 10 locuri desemnate
La data de 12.12.2005 Președintele Mubarak și-a exercitat dreptul constituțional de numire a zece membri ai Adunării.Dintre numiți, cinci sunt bărbați [[]], cinci sunt [femei []] și patru sunt copți.
Cei numiți sunt: 
- Mohamed Dakrouri, Consilier al Președintelui
- Ahmed Omar Hashem, , fost președinte al Universității Al-AzharUniversitatea Al-Azhar
- Edward Ghali El-Dahabi, avocat
- Ramzi El-Shaer, fost președinte al Universității Zagazig și profesor de drept constituțional
- Iskandar Ghattas, asistent al ministrului Justiției
- Zeinab Radwan, fost decan al la Facultății de Studii Arabice și Islamice (Devine Vicepreședinte)din cadrul Universității Cairo
- Georgette Sobhi, membru al Consiliului Național pentru Femei
- Ibrahim Habib, președinte alAutorității Notarilor Publici
- Siadah Ilhami, sociolog
- Sanaa El-Banna, președinte al Companiei  Petrochimice Holding.

### Rezultate Generale
Rău văzuta Frăție Musulmană, ai căror candidați au fost ca independenți, au acum un record de 87 de locuri în Adunarea de 454 locuri , de aproape șase ori numărul a avut înainte. Ei cred ca au dreptul la mai multe locuri și să spun că prin intimidare aceștia au fost bătuți în unele circumscripții.
PND a câștigat cel puțin 311 de locuri, în mod semnificativ mai puțin față de 404 locuri dobândite în 2000, dar cu doar nouă locuri în plus având majoritatea parlamentară de două treimi crucială (în jur de 302 de locuri) necesare pentru modificarea Constituției.
Partidele de opoziție , independenții și alte non-afiliate au castigat circa 36 de locuri. Cu rezultatele de la unele circumscripții pentru a fi anuntata ulterior, și șapte candidați în picioare, în alegerile secundare , grupul poate face câștiguri suplimentare.
Un număr total de 432 membri ai Adunării își încetează activitatea (în jur de 77,5%) și-au pierdut locurile lor în alegeri.

## Rezumatul alegerilor din 2005
Cele 454 de locuri ale Adunării Populare a opta (12 locuri se află încă în concurs):
Format:Alegerile parlamentare egiptene, 2005

## Probleme post-electorale

### Condiții Generale
Participarea redusă de obicei la secțiile de votare a persistat. Prezența la vot a fost estimată la aproximativ 25% - unii spun chiar mai puțin. Apariția unui nou tip de candidat non-politic - oameni bogați care doresc să fie aleși pentru motive care nu au legătură cu politica și dornici să cumpere voturi pentru bani - a fost greu încurajatoare. Mulți dau vina pe PND și o priză fermă a sistemului politic pentru a pierde încrederea oamenilor în orice schimbare reală.

### Câștigurile Frățiilor Musulmane
Poate unul dintre rezultatele cele mai surprinzatoare ale alegerilor este câștigarea de către [Frăția Musulmane]] (MB)a unui număr important de locuri. MB constituie în prezent cel mai mare bloc de opoziție în parlament. Ei au obținut aceste locuri fără a avea un program clar sau o politică, care rulează pe un slogan, ((lang | AR | الإسلام الحل)) ((transl | AR | DIN | Al-Islam al-Hall))"Islamul este soluția ".
Grijile pentru Frăție îi acaparează pe Bătrâni(Copți), precum și pe musulmanii moderați iar în cercurile seculare, a ordinii de zi MB încă rămâne vagă.
Mulți susțin că, odată ce MB este acum în legislativ,nu mai este *underground*, acesta va trebui să aducă ideile sale în întregime în domeniul public, în cazul în care opiniile lor vor fi supuse dezbaterii, criticii, revizuirii și transformării ideilor sale cele mai extreme pentru cele mai laice, facand grupul mai obișnuit cu jocul politic. Acești intelectuali susțin că reprimarea curentului religios nu-i slăbeasc, ci îi întărește. Având grupuri religioase care funcționează fără legitimitate, aceștia tind să crească în această tăcere și să prospere, ca să atingă stabilitatea țării. Rezultatele acestor alegeri par să semnaleze apariția MB de la o organizație populară subterană la un partid politic civil.

### Religie și Politici
Mulți experți politici și scriitori s-au contrazis pentru că sloganul principal al Frăției ar fi încălcat constituția egipteană, care garanteaza libertatea de practica religioasă și egalitatea cetățenilor. În timp ce MB în continuu a susținut că, deoarece Constituția ia islamul Sharia ca una dintre sursele legislației și Islamul ca stat religie, sloganul este în conformitate cu Constituția și cu nu este o încălcare.
Chiar dacă PND a lansat campanii ample care vizează reducerea sprijinului acestui slogan și susținând separarea de stat și religie, PND în sine, precum și alte grupuri s-au folosit de figuri religioase în sprijinul programelor lor.
Multi analisti se tem că o astfel de introducere a religiei în politică ar amenința reforma către o țară laică și liberală, precum și o alienantă populației coptă.

### Căderea secularismului
Partidele politice oficiale și, în special partidele liberale de stânga și-au pierdut locurile lor în plus față de influența lor ideologică cu populația de vot. În plus figuri simbolice și-au pierdut locurile lor de conducere, lipsa de idei în plus față de lipsa de mobilitate și activitatea politică autentică, au pus principalele partide de opoziție cu nu mai mult de 10 de locuri, care este un procent foarte mic.
Principalele partide politice au format Marea Frontului Național pentru Schimbare (UNFC), care au oferit programe de ambiguee pentru reforma politică și constituțională fără nici o legătură cu circumscripțiile de bază, rezultând pierderi importante pentru candidații săi pe câmpuri.
Eșecu politic nu implică numai opoziția, dar și PND. PND a pierdut peste 100 de locuri,figuri de top care au pus bazele unor reforme. PND , de asemenea nu a reușit să "iasă la vot". Prezența scăzută la vot, care este estimată la aproximativ 25%, precum și faptul că aproximativ jumătate din voturile MB au fost voturile de protest împotriva monopolului de putere al PND.
PND menține în continuare confortabil 68% din locurile Adunării, care ii va permite să implementeze programul său. Cu toate acestea, multi spun că acum nu va fi la fel de sșor ca înainte.

### Alegerile Prezidențiale din 2011
Eșecul de a atinge pragul de 5% de către principalele partide de opoziție, fie independente sau colective,sunt pe cale de dispariție în implicarea lor în alegerile prezidențiale din 2011. Modificarea articolului 76 din Constituție, care a permis alegeri cu mai mulți candidați la președinție, dar a impus măsuri draconice pe nominalizările de partid, este considerat de a fi nevoie de o modificare adică să se elimine restricția de 5%. Fără o astfel de modificare, alegerile prezidențiale din 2011 vor fi ceva mai mult decât o versiune modificată a alegerilor cu un singur candidat cum a fost în ultimele 5 decenii.

### Reforme viitoare
Rezultatele alegerilor a declanșat o dezbatere aprigă cu privire la viitorul procesului de reformă, acum în mâinile unor ciudate cupluri politice; oameni de afaceri ai PND și blocul islamiste. Excluderea din stânga este destul de nelinistitoare pentru analiștii politicii egiptene. Cu toate acestea, continuarea dialogului național dintre diferitele forțe politice și grupuri este vazut esențial pentru o reformă mai echilibrată.
Analiștii prevăd ciocniri inevitabile între PND și MB asupra politicii. Adunarea poate găsi rapid o cale de destrămare, caz în care ar putea fi dizolvat de către Președintele Egiptului președinte . Au existat apeluri din întreg spectrul politic că singura cale de ieșire din impasul actual este stabilirea unui nou partid politic capabil să fie la mijloc între PND și MB.

http://weekly.ahram.org.eg
Un număr de amendamente sunt considerate a fi în fruntea agendei de reformă. Unele cu privire la practicile politice,cu privire la legile partidelelor politice,cu privire la drepturile de cetățenie, revocari antice starea de urgență și democratizarea mai rapidă a procesului politic egiptean. Aceste reforme au fost personal anunțate de Președintele Mubarak, și au fost în centrul atenției la alegerile prezidențiale și parlamentare și în campaniile electorale.

### Votarea schimbării sistemului
Eșecul partidelor de a obține un număr semnificativ de locuri, în plus față de răspândirea de bani induse de violență și de vot, au condus la convingerea că sistemul actual de vot nu este potrivit în acest stadiu pentru reforma politică egipteană. Mai mulți activiști și politicieni dezbat acum schimbări pentru apropiatele alegeri.